# Neha Dhupia
Neha Dhupia (hindi:नेहा धूपिया, ur. 27 sierpnia 1980 w Koczin, w stanie Kerala) – indyjska modelka i aktorka, Miss Indii z 2002 roku.

## Filmografia
| Rok  | Film                                  | Rola                          | Uwagi                          |
| ---- | ------------------------------------- | ----------------------------- | ------------------------------ |
| 1997 | Jab Pyar Kiya Tho Darna Kya           | Sweety                        |                                |
| 2000 | Nattu Odoru! Ninja Densetsu           | Meena                         | japoński                       |
| 2003 | Ninney Ishta Paddaanu                 |                               | telugu                         |
| 2003 | Qayamat                               | Sapna                         |                                |
| 2003 | Miss India: The Mystery               |                               |                                |
| 2004 | Julie                                 | Julie                         |                                |
| 2004 | Rakht: What If You Can See the Future | Rhea                          |                                |
| 2005 | Siskiyaan                             | Ayesha Sheikh                 |                                |
| 2005 | Sheesha                               | Sia/Ria                       |                                |
| 2005 | Kyaa Kool Hai Hum                     | Dr. Rekha                     |                                |
| 2005 | Garam Masala                          | Maggi                         | gościnnie                      |
| 2006 | Fight Club – Members Only             | Komal                         | gościnnie                      |
| 2006 | Teesri Aankh                          | Sapna                         |                                |
| 2006 | Cicho sza!                            | Meenakshi                     |                                |
| 2006 | Utthaan                               | Kiran Talreja                 |                                |
| 2007 | Delhii Heights                        | Suhana                        |                                |
| 2007 | Ek Chalis Ki Last Local               | Madhu                         |                                |
| 2007 | Shootout at Lokhandwala               | jako żona Aftaba Ahmeda Khana |                                |
| 2007 | Heyy Babyy                            |                               | gościnnie w piosence           |
| 2007 | One way Ticket London Train           |                               | gościnnie w tytułowej piosence |
| 2008 | Mithya                                | Sonam                         |                                |
|      | Cellphone                             |                               |                                |
|      | Kabhi Pyar Na Karna                   |                               | w piosence                     |
|      | Hot                                   |                               |                                |
|      | Dus Kahaniyaan                        |                               |                                |
|      | Kuch Love Kuch Drama                  | Shanti                        | w produkcji                    |
|      | Rama Rama Kya Hai Drama               | Shanti                        | jako żona Rajpala Yadava       |
|      | Król z przypadku                      | Julie                         |                                |
|      | Dasvidaniya                           | Neha                          |                                |